# Biathlon-Mixed-Staffel-Weltmeisterschaft 2006
Die 2. Biathlon-Mixed-Staffel-Weltmeisterschaft fand am 12. März 2006 im Rahmen des Biathlon-Weltcups 2005/06 im slowenischen Biatlonski stadion Pokljuka statt. Die Disziplin wurde als Weltmeisterschaftswettbewerb zum zweiten Mal ausgetragen. Wegen der im selben Jahr in Turin stattfinden Olympischen Winterspiele war die nichtolympische Mixed-Staffel der einzige Wettbewerb bei der diesjährigen Biathlon-Weltmeisterschaft.

## Rahmenbedingungen
Das Rennen war von den widrigen Wetterbedingungen geprägt, so sind auch die vielen Fehlschüsse und Strafrunden zu erklären. Bezeichnend dafür war der Zieleinlauf der siegreichen russischen Staffel: Dem Schlussläufer Nikolai Kruglow wurde die russische Fahne, die er kurz vor dem Ziel aufgenommen hatte, aus der Hand geweht. Auch bei dieser zweiten Mixed-Staffel-WM wurde mit den Regeln noch experimentiert. Weiterhin konnten zwei Teams je Nation starten. Die Streckenlänge betrug wie im Jahr zuvor für alle Beteiligten 6 km. Die Reihenfolge hatte wie schon 2005 Jahr die Form Frau – Mann – Frau – Mann.

## Mixed-Staffel 4 × 6 km
| Platz | Land/Sportler-Sportlerinnen                                                                          | Zeit/Rückstand | Schießfehler                              |
| ----- | --- | -------------- | ----------------------------------------- |
| 01    | Russland II 0000Anna Bogali-Titowez 0000Sergei Tschepikow 0000Irina Malgina 0000Nikolai Kruglow      | 1:16:24,8 h00  | 0+4+1+6 0+0 0+2 0+2 1+3 0+1 0+1 0+1 0+0   |
| 02    | Norwegen I 0000Linda Tjørhom 0000Halvard Hanevold 0000Tora Berger 0000Ole Einar Bjørndalen           | 0+53,7 s       | 0+6 2+10 0+1 0+1 0+2 1+3 0+2 2+3 0+1 0+3  |
| 03    | Frankreich I 0000Florence Baverel-Robert 0000Vincent Defrasne 0000Sandrine Bailly 0000Raphaël Poirée | 0+1:58,2 min   | 0+2 5+8 0+1 0+2 0+0 2+3 0+0 3+2 0+1 0+1   |
| 04    | Deutschland I 0000Simone Denkinger 0000Michael Rösch 0000Kati Wilhelm 0000Andreas Birnbacher         | 0+2:36,4 min   | 0+4 6+9 0+1 4+3 0+0 2+3 0+3 0+1 0+0 0+2   |
| 05    | Slowenien II 0000Dijana Grudiček 0000Klemen Bauer 0000Lucjia Larisi 0000Gregor Brvar                 | 0+3:18,5 min   | 0+5 3+11 0+0 0+3 0+2 0+2 0+1 2+3 0+2 1+3  |
| 06    | Schweden 0000Anna Carin Olofsson 0000Mattias Nilsson 0000Helena Jonsson 0000Carl Johan Bergman       | 0+3:27,9 min   | 4+8 0+8 4+3 0+1 0+1 0+3 0+3 0+2 0+1 0+0   |
| 07    | Slowenien I 0000Teja Gregorin 0000Janez Ožbolt 0000Tadeja Brankovič 0000Matjaž Poklukar              | 0+3:53,9 min   | 2+10 0+9 2+3 0+3 0+3 0+1 0+2 0+3 0+2 0+2  |
| 08    | Polen I 0000Krystyna Pałka 0000Wiesław Ziemianin 0000Magdalena Gwizdoń 0000Tomasz Sikora             | 0+4:55,3 min   | 2+7 1+11 0+1 1+3 1+3 0+3 1+3 0+2 0+0 0+3  |
| 09    | Ukraine 0000Lilija Wajhina-Jefremowa 0000Andrij Derysemlja 0000Olena Petrowa 0000Ruslan Lyssenko     | 0+5:07,1 min   | 0+6 8+10 0+2 4+3 0+0 0+1 0+3 0+2 0+1 4+3  |
| 10    | Deutschland II 0000Martina Glagow 0000Ricco Groß 0000Andrea Henkel 0000Sven Fischer                  | 0+5:19,1 min   | 2+6 4+8 0+1 1+3 0+1 0+0 2+3 3+2 0+1 0+3   |
| 11    | Frankreich II 0000Sylvie Becaert 0000Ferréol Cannard 0000Christelle Gros 0000Simon Fourcade          | 0+5:29,7 min   | 0+70 2+9 0+1 1+3 0+2 0+1 0+2 0+3 0+2 1+2  |
| 12    | Italien I 0000Michela Ponza 0000René-Laurent Vuillermoz 0000Saskia Santer 0000Wilfried Pallhuber     | 0+5:54,2 min   | 2+10 4+9 0+0 1+3 0+3 1+3 2+3 0+1 0+2 2+2  |
| 13    | Slowakei II 0000Anna Murínová 0000Dušan Šimočko 0000Jana Gereková 0000Matej Kazár                    | 0+6:13,5 min   | 0+10 2+9 0+1 0+2 0+3 1+3 0+3 0+1          |
| 14    | Belarus II 0000Wolha Nasarawa 0000Rustam Waliullin 0000Alena Subrylawa 0000Sjarhej Nowikau           | 0+6:44,4 min   | 2+6 7+8 0+2 2+3 2+3 4+2 0+1 0+0 0+0 1+3   |
| 15    | Polen II 0000Magdalena Nykiel 0000Grzegorz Bodziana 0000Katarzyna Ponikwia 0000Krzysztof Pływaczyk   | 0+6:48,5 min   | 1+7 1+7 1+3 0+1 0+0 0+2 0+3 1+3 0+1 0+1   |
| 16    | Russland I 0000Olga Anissimowa 0000Iwan Tscheresow 0000Natalja Gussewa 0000Maxim Tschudow            | 0+6:55,8 min   | 0+7 7+9 0+3 0+0 0+3 1+3 0+1 2+3 0+0 4+3   |
| 17    | Tschechien 0000Magda Rezlerová 0000Roman Dostál 0000Zdeňka Vejnarová 0000Zdeněk Vítek                | 0+7:30,3 min   | 3+7 5+11 2+3 0+2 1+3 3+3 0+1 0+3 0+0 2+3  |
| 18    | Vereinigte Staaten 0000Rachel Steer 0000Lowell Bailey 0000Lanny Barnes 0000Jay Hakkinen              | 0+8:13,6 min   | 2+9 1+9 0+3 0+1 1+3 1+3 1+3 0+3 0+0 0+2   |
| 19    | Finnland 0000Kaisa Mäkäräinen 0000Jouni Kinnunen 0000Outi Kettunen 0000Timo Antila                   | 0+8:15,5 min   | 3+8 2+8 2+3 2+3 0+0 0+2 1+3 0+3 0+2 0+0   |
| 20    | Bulgarien 0000Nina Klenowska 0000Michail Kletscherow 0000Irina Nikultschina 0000Witalij Rudentschik  | 0+8:51,9 min   | 2+8 7+9 0+0 4+3 2+3 0+1 0+3 1+2 0+2 2+3   |
| 21    | Kanada 0000Zina Kocher 0000David Leoni 0000Sandra Keith 0000Gerhardt Klann                           | 0+8:59,9 min   | 3+9 1+11 2+3 1+3 0+0 0+3 1+3 0+3 0+3 0+2  |
| 22    | Japan 0000Kanae Meguro 0000Hidenori Isa 0000Ikuyo Tsukidate 0000Shin’ya Saitō                        | +10:36,9 min   | 0+9 6+12 0+2 0+3 0+2 2+3 0+3 2+3          |
| 23    | Norwegen II 0000Jori Mørkve 0000Frode Andresen 0000Borghild Ouren 0000Lars Berger                    | +12:03,8 min   | 2+8 12+11 0+0 2+2 2+3 4+3 0+0 3+3 0+3 3+3 |
| 24    | Belarus I 0000Natalja Sokolowa 0000Wladimir Dratschow 0000Ljudmila Ananka 0000Oleg Ryschenkow        | +14:13,7 min   | 0+8 14+12 0+3 5+3 0+2 3+3 0+1 4+3 0+3 2+3 |
| 25    | Slowakei I 0000Marcela Pavkovčeková 0000Miroslav Matiaško 0000Soňa Mihoková 0000Marek Matiaško       | +14:42,9 min   | 5+12 2+9 4+3 0+1 0+3 0+2 0+3 1+3 1+3 1+3  |
| DNS   | Italien II 0000Barbara Ertl 0000Markus Windisch 0000Nathalie Santer 0000Stefan Zingerle              |                |                                           |

Datum: 12. März 2006

## Medaillenspiegel
| Platz | Nation     | Gold | Silber | Bronze | Gesamt |
| ----- | ---------- | ---- | ------ | ------ | ------ |
| 01    | Russland   | 1    | 0      | 0      | 1      |
| 02    | Norwegen   | 0    | 1      | 0      | 1      |
| 03    | Frankreich | 0    | 0      | 1      | 1      |

| Platz | Land       | Athlet               | Gold | Silber | Bronze | Gesamt |
| ----- | ---------- | -------------------- | ---- | ------ | ------ | ------ |
| 1     | Russland   | Sergei Tschepikow    | 1    | 0      | 0      | 1      |
| 1     | Russland   | Nikolai Kruglow      | 1    | 0      | 0      | 1      |
| 3     | Norwegen   | Halvard Hanevold     | 0    | 1      | 0      | 1      |
| 3     | Norwegen   | Ole Einar Bjørndalen | 0    | 1      | 0      | 1      |
| 5     | Frankreich | Raphaël Poirée       | 0    | 0      | 1      | 1      |
| 5     | Frankreich | Vincent Defrasne     | 0    | 0      | 1      | 1      |

| Platz | Land       | Athletin                | Gold | Silber | Bronze | Gesamt |
| ----- | ---------- | ----------------------- | ---- | ------ | ------ | ------ |
| 1     | Russland   | Anna Bogali-Titowez     | 1    | 0      | 0      | 1      |
| 1     | Russland   | Swetlana Ischmuratowa   | 1    | 0      | 0      | 1      |
| 3     | Norwegen   | Linda Tjørhom           | 0    | 1      | 0      | 1      |
| 3     | Norwegen   | Tora Berger             | 0    | 1      | 0      | 1      |
| 5     | Frankreich | Florence Baverel-Robert | 0    | 0      | 1      | 1      |
| 5     | Frankreich | Sandrine Bailly         | 0    | 0      | 1      | 1      |